# 尾崎武士
尾崎 武士（おざき たけし、1977年4月30日 - ）は、日本のミュージシャン、ギタリスト、編曲家、作曲家。
元I'veのメインクリエイターの1人として、テレビアニメや美少女ゲームなどの主題歌を中心に多くの楽曲のギターアレンジやギター演奏を手掛け、一部楽曲では作曲も担当。北海道出身。別名義にTAKESHIがある。

## 来歴
- 1999年よりサポートギタリストとしてI'veに参加。サウンド・クリエイターの中沢伴行（キーボード&マニピュレート担当）、ライブサポートメンバーのDAIKI（ベース担当）、ハリー吉田（ドラムス担当）と共に自身を中心としたバンドユニットScheme（スキーム）を結成するも、翌年より別々に活動を始める。
- 2001年、高瀬一矢のプロデュースによるスリーピース・パンクバンドCOWPOKES（カウポークス）を結成。
- 2002年、COWPOKESのマキシシングル『RUNNING TO NEW WEST GO』をリリース。2003年にはキングレコードからアルバム『ROUGH TIME EVERYDAY』でメジャーデビュー。
- 2004年、COWPOKES解散後はソロ活動を経て、I'veのギタリスト・アレンジャーとして正式所属。以来、主に所属ボーカリストのライブやレコーディングでのギター演奏、楽曲のギターアレンジを担当している。また、近年は中沢伴行が手掛けた楽曲の編曲に参加することが多い。
- 2009年11月18日に発売されたI'veボーカリスト・川田まみの8枚目のシングル『Prophecy』では、中沢伴行と共作でシングル楽曲では初の作曲に参加。
- 2011年、川田まみのワンマンライブ『MAMI KAWADA LIVE in SHIBUYA 2011 [See visionS]』で自身初のライブ・プロデュースを担当。また、KOTOKOの5枚目のアルバム『ヒラく宇宙ポケット』では、単独での作曲による楽曲提供を行った。
- 2014年に初のアニメタイアップ楽曲となるTVアニメ『東京レイヴンズ』後期エンディングテーマ「Break a spell」の作曲を手掛ける。
- 2015年頃からは「勝利のHANA」「show cage」のようなEDM要素の強い楽曲も制作するようになった。本人曰く「ギターサウンドに飽きてきた」とのこと。
- 2017年、正式な発表は無いが、I'veを脱退している。ただし、ギターアレンジや演奏ではその後もI've楽曲に関わっており、現在でも付き合いはある模様。
- 2017年、やなぎなぎの16枚目のシングル『here and there』ではアコースティックギターでのソロ演奏を務めている。
- 2017年、『クドわふたー』劇場版アニメ化プロジェクトのテーマソング「Light a Way」ではエレクトリックギター、アコースティックギター、ベースを演奏。
- 2019年3月1日、中沢伴行と共同で編曲を手掛けた「JOINT」が平成アニソン大賞の編曲賞（2000年 - 2009年）に選出された[1]。

## 作曲
- Prophecy／川田まみ（OVA『灼眼のシャナS』オープニングテーマ） ※中沢伴行と共作曲
- a frame／川田まみ　※中沢伴行と共作曲
- All in good time／川田まみ（OVA『灼眼のシャナS』エンディングテーマ） ※中沢伴行と共作曲
- u/n／川田まみ（テレビアニメ『灼眼のシャナIII-FINAL-』第15話 挿入歌） ※中沢伴行と共作曲
- 光芒／川田まみ（テレビアニメ『灼眼のシャナIII-FINAL-』最終話エンディングテーマ） ※中沢伴行と共作曲
- Clap!Clap!Clap!／川田まみ
- Going back to square one／川田まみ
- belief／川田まみ（PS3・PS Vitaゲーム『電撃文庫 FIGHTING CLIMAX』オープニングテーマ）
- Intersection／川田まみ（PS Vitaゲーム『迷宮クロスブラッド インフィニティ』主題歌）
- Break a spell／川田まみ（テレビアニメ『東京レイヴンズ』後期エンディングテーマ）
- ∃UTOPIA?／川田まみ（パチスロ『BLACK LAGOON2』テーマソング）
- fly blind／川田まみ
- bumpy-Jumpy!／KOTOKO（PCゲーム『ナツユメナギサ』オープニングテーマ） ※中沢伴行と共作曲
- Presto／KOTOKO（PCゲーム『はつゆきさくら』オープニングテーマ） ※中沢伴行と共作曲
- 青いジープで／KOTOKO
- Χ-kai-／KOTOKO
- beat／KOTOKO　※KOTOKOと共作曲
- IN MY WORLD／桐島愛里（PCゲーム『猫撫ディストーション Exodus』オープニングテーマ）
- Ainigma／Larval Stage Planning
- In the mirror／柚子乃
- show cage／柚子乃
- CAT -lonely lolita-／柚子乃 and RINA
- The Never Ending Story／marriage blue
- 勝利のHANA／marriage blue
- 飛べよ。／marriage blue（ブラウザゲーム『編隊少女 -フォーメーションガールズ-』イメージソング）
- Smile／nao（PCゲーム『夏色あさがおレジデンス』オープニングテーマ）
- Sweet days／Ray
- 双翼のエトワール／Ray
- Aphrodita／増田俊樹・木村昴・小野友樹（iOS・Android用アプリゲーム『スターリィパレット』収録曲）

## ギターアレンジ、編曲、演奏参加
- 緋色の空／川田まみ（テレビアニメ『灼眼のシャナ』オープニングテーマ）
- seed／川田まみ
- precious／川田まみ
- 赤い涙／川田まみ（アニメ映画『劇場版 灼眼のシャナ』挿入歌）
- Beehive／川田まみ
- Get my way!／川田まみ（テレビアニメ『ハヤテのごとく!』後期エンディングテーマ）
- JOINT／川田まみ（テレビアニメ『灼眼のシャナII』前期オープニングテーマ）
- sense／川田まみ（テレビアニメ『灼眼のシャナII』最終話エンディングテーマ）
- 翡翠 -HISUI-／川田まみ（映画『お姉チャンバラ THE MOVIE』主題歌）
- portamento／川田まみ
- PSI-missing／川田まみ（テレビアニメ『とある魔術の禁書目録』前期オープニングテーマ）
- 雨／川田まみ（テレビアニメ『とある魔術の禁書目録』第12話 挿入歌）
- dilemma／川田まみ（PCゲーム『りとるらびっつ -わがままツインテール-』主題歌）
- CLIMAX／川田まみ
- linkage／川田まみ
- Morning glory 〜栄光の朝〜／川田まみ（PCゲーム『夏色あさがおレジデンス』エンディングテーマ）
- No buts!／川田まみ（テレビアニメ『とある魔術の禁書目録II』前期オープニングテーマ）
- SATANIC／川田まみ
- Don't interrupt me／川田まみ
- Serment／川田まみ（テレビアニメ『灼眼のシャナIII-FINAL-』後期オープニングテーマ）
- FIXED STAR／川田まみ（アニメ映画『劇場版 とある魔術の禁書目録 -エンデュミオンの奇蹟-』エンディングテーマ）
- BIRTH／川田まみ
- Wings of Courage -空を超えて-／川田まみ（PCゲーム『蒼の彼方のフォーリズム』オープニングテーマ）
- rays of the sun／川田まみ（PCゲーム『蒼の彼方のフォーリズム』イメージソング）
- Contrail 〜軌跡〜／川田まみ（テレビアニメ『蒼の彼方のフォーリズム』オープニングテーマ）
- as×sist 〜甘えベタな私なりに〜／川田まみ（PCゲーム『甘えかたは彼女なりに。』オープニングテーマ）
- Borderland／川田まみ（テレビアニメ『ヨルムンガンド』オープニングテーマ）
- here.／川田まみ（パチンコ『CRブラックラグーン2』テーマソング）
- Facade／川田まみ
- Snap out of it!!／川田まみ＆黒崎真音（テレビアニメ『とある魔術の禁書目録』イメージソング）
- Princess Brave!／KOTOKO（PCゲーム『Princess Brave 雀卓の騎士』オープニングテーマ）
- 覚えてていいよ／KOTOKO
- 421 -a will-／KOTOKO（DWANGO『いろメロミックス』TV-CMソング）
- UZU-MAKI／KOTOKO
- 海豚／KOTOKO
- ユメミボシ★boom!boom!／KOTOKO（PCゲーム『ティンクル☆くるせいだーす』1stオープニングテーマ）
- jihad／KOTOKO（PCゲーム『BALDR SKY Dive2 "RECORDARE"』オープニングテーマ）
- 雨とギター／KOTOKO
- Loop-the-Loop／KOTOKO（テレビアニメ『もっとTo LOVEる -とらぶる-』オープニングテーマ）
- Love mission!! 〜なんだ。ただの恋かw〜／KOTOKO（PSPゲーム『つよきす 3学期 Portable』オープニングテーマ）
- Adolescence Locator／KOTOKO（PCゲーム『シロガネ×スピリッツ!』オープニングテーマ）
- ARCH／KOTOKO
- 醒 -metallic tears-／KOTOKO
- Thank you Birthday!!／KOTOKO
- azure blue 〜天色の架空線〜／KOTOKO
- Ha!!!ppiness／Outer（PCゲーム『新妻は魔法少女』オープニングテーマ）
- Bullshit!! Hard problem!!／Outer（PCゲーム『猫撫ディストーション』オープニングテーマ）
- easy pray／Outer
- RISE-UP!／Outer
- Rebellious Easter／Outer
- Permit／MELL（PCゲーム『真説 猟奇の檻』エンディングテーマ）
- SCOPE／MELL
- Way beyond there／MELL
- KILL／MELL（映画『斬 〜KILL〜』主題歌）
- mirage／MELL
- Fascination／MELL
- Love illusion／MELL
- 奈落の花／島みやえい子（テレビアニメ『ひぐらしのなく頃に解』オープニングテーマ）
- 誓い／島みやえい子（映画『ひぐらしのなく頃に誓』主題歌）
- end of refrain 〜小さな始まり〜／詩月カオリ
- Last song／詩月カオリ
- ☆虹色ロックンロール♪／詩月カオリ（PCゲーム『つよきす 3学期』オープニングテーマ）
- version up／C.G mix
- under the darkness／C.G mix（PCゲーム『鬼畜眼鏡』主題歌）
- ハッピ→GO☆ラッキ→／C.G mix（PCゲーム『学園ヘヴン2 〜DOUBLE SCRAMBLE!〜』オープニングテーマ）
- Trip -innocent of D-／Larval Stage Planning（テレビアニメ『ハイスクールD×D』オープニングテーマ）
- find a piece／Larval Stage Planning（PCゲーム『カルマルカ*サークル』グランドオープニングテーマ）
- syzygy／Larval Stage Planning（iOS・Android用アプリゲーム『GUNS N' SOULS』エンディングテーマ）
- モラトリアム・クラスタ／柚子乃（PCゲーム『ギャングスタ・リパブリカ』オープニングテーマ）
- Hi-Black／柚子乃
- Evidence nine／柚子乃
- In this World／柚子乃（PCゲーム『BALDR HEART』エンディングテーマ）
- shining! our life／柚子乃（PCゲーム『金色ラブリッチェ』エンディングテーマ）
- Spangle★Shower／柚子乃
- ヒトリキリ／柚子乃
- ROCK 'N' ROLL HERO／柚子乃 and RINA
- 弱くて強い生き物／marrige blue
- メモリーズ・ラスト／黒崎真音（テレビアニメ『とある魔術の禁書目録II』後期エンディングテーマ）
- Gravitation／黒崎真音（テレビアニメ『とある魔術の禁書目録III』前期オープニングテーマ）
- ROAR／黒崎真音（テレビアニメ『とある魔術の禁書目録III』後期オープニングテーマ）
- Wishful☆Garnet／黒崎真音
- Dance of the Death／黒崎真音（パチンコ『CRブラックラグーン3』テーマソング）
- Little Busters!／Rita（PCゲーム『リトルバスターズ!』オープニングテーマ）
- 凪 -nagi-／Ray（テレビアニメ『凪のあすから』イメージソング）
- lull 〜そして僕らは〜／Ray（テレビアニメ『凪のあすから』前期オープニングテーマ）
- ebb and flow／Ray（テレビアニメ『凪のあすから』後期オープニングテーマ）
- アイノウタ／茅原実里
- ビードロ模様／やなぎなぎ（テレビアニメ『あの夏で待ってる』エンディングテーマ）
- here and there／やなぎなぎ（テレビアニメ『キノの旅 -the Beautiful World- the Animated Series』オープニングテーマ）
- PEACEFUL DAYS／飛蘭
- ミエノのテーマ 〜ホントは悪い子〜／三重野瞳
- ロミオ×ジュリエット／三重野瞳
- メカクシコード／じん ft. やさぐれ子猫（テレビアニメ『メカクシティアクターズ』第3話 挿入歌）
- KODO／nonoc（テレビアニメ『魔法少女特殊戦あすか』オープニングテーマ）
- Believe in you／nonoc（テレビアニメ『Re:ゼロから始める異世界生活 2nd season』後期オープニングテーマ）
- Light a Way／鈴湯（アニメ映画『クドわふたー』主題歌）
- Fire me up／福原綾香・山本彩乃（オンライン音楽ゲーム『CHUNITHM』搭載曲）
- Perverse Love Rock!／IA -ARIA ON THE PLANETES-
- GAZE／nonoc（PCゲーム『虹彩都市』オープニングテーマ）

etc...